# Гарматюк Ганна Павлівна
Ганна Павлівна Гарматюк (1919, с. Михайлівка Шаргородського району Вінницької області — 1993, там же) — Герой Соціалістичної Праці.

## Біографічні відомості
Народилася у 1919 році в селі Михайлівка Шаргородського району у багатодітній родині. 
Початкову освіту здобула в рідному селі. Чоловік — Гарматюк Тодор, загинув у роки Другої світової війни.
Працювала ланковою в колгоспі імені Леніна с. Михайлівка (при голові Гончаруку Антону Михайловичу та бригадирові Наумчак Ользі Іллівні). 
У 1947 році зібрано високий урожай пшениці — на 49 га зібрано по 30 ц. Ланка, яку очолювала Гарматюк Ганна Павлівна, на площі 8 га вручну зібрала 32,58 ц зерна.
Указом Президії ВР СРСР Гарматюк Ганні Павлівні присвоєно звання Героя Соціалістичної Праці з врученням медалі "Золота Зірка" за збирання високого врожаю пшениці. Єдина з односельчан отримала зірку Героя Соціалістичної Праці та орден Леніна у московському Кремлі, на той час мала 28 років.
Кілька каденцій ставала депутатом обласної ради.
Померла у 1993 році та похована у рідному селі.